# Льюис-Фрэнсис, Марк
Марк Льюис-Фрэнсис (англ. Mark Lewis-Francis; род. 4 сентября 1982, Darlaston, Уэст-Мидлендс) — британский легкоатлет (спринтерский бег, эстафетный бег), чемпион и призёр Игр Содружества и чемпионатов Европы, олимпийский чемпион.

## Биография
Марк Льюис-Фрэнсис стал участвовать в спортивных играх в раннем возрасте, но не участвовал в летних Олимпийских играх 2000 года, вместо этого участвуя в чемпионате мира среди юниоров, на котором он выиграл золото. Льюис-Фрэнсис стал лучшим британским спринтером в беге на 100 метров после того, как в 2003 году Дуэйна Чемберса уличили в употреблении допинга. На летних Олимпийских играх 2004 года он не смог пробиться в финал на дистанции 100 метров, но через несколько дней пробежал финальный этап эстафеты 4×100 м, опередив бывшего олимпийского чемпиона Мориса Грина и позволив сборной Великобритании одержать победу с результатом 38,07 секунды. Золотые медали завоевали Льюис-Фрэнсис, Марлон Девониш, Даррен Кэмпбелл и Джейсон Гарденер.